# 9 Геркулеса
9 Геркулеса (лат. 9 Herculis), HD 145892 — одиночная звезда в созвездии Геркулеса на расстоянии приблизительно 459 световых лет (около 141 парсек) от Солнца. Видимая звёздная величина звезды — +5,468m.

## Характеристики
9 Геркулеса — оранжевый гигант спектрального класса K5III, или K4II, или K0. Масса — около 2,164 солнечных, радиус — около 33,904 солнечных, светимость — около 270,152 солнечных. Эффективная температура — около 4067 K.

## Планетная система
В 2019 году учёными, анализирующими данные проектов HIPPARCOS и Gaia, у звезды обнаружена планета.